# Хімічний завод "Zachem" у Бидгощі

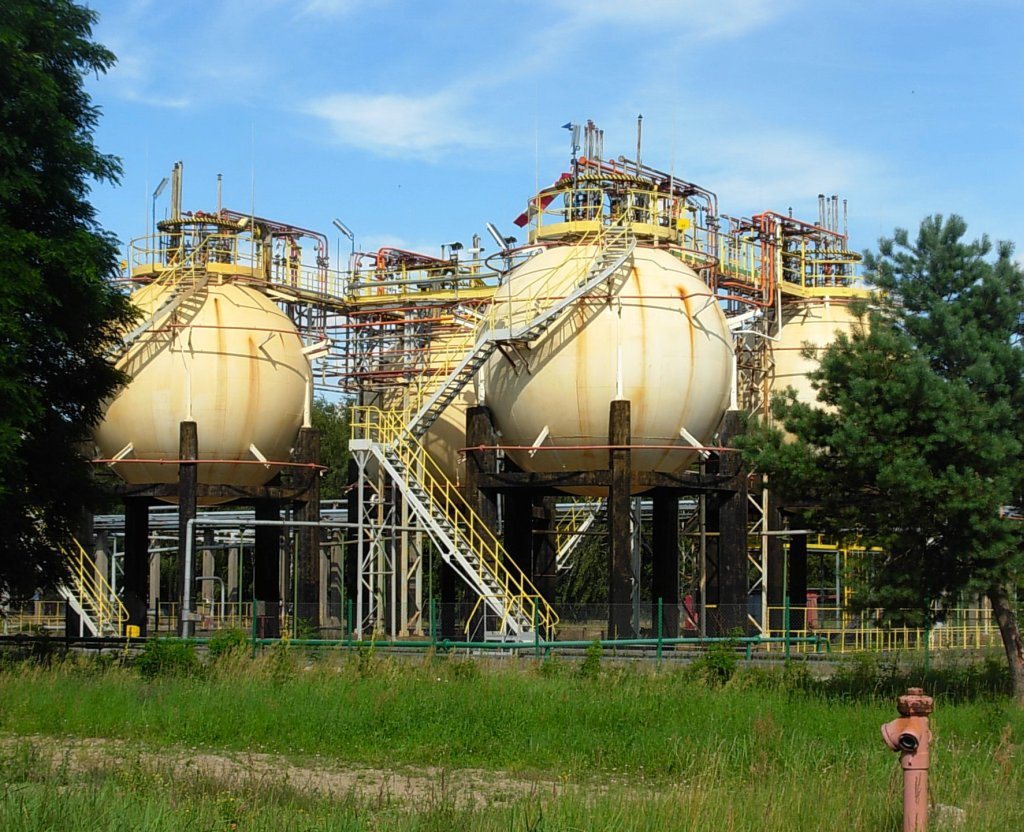
Хімічні установки Zachem - 4 ємності рідкого пропілену, демонтовані в 2020 році

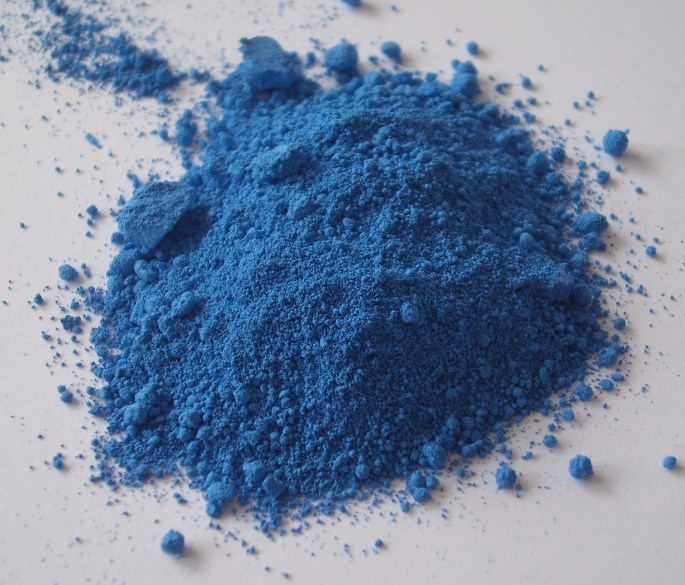
Cинтетичний пігмент - один з продуктів заводу

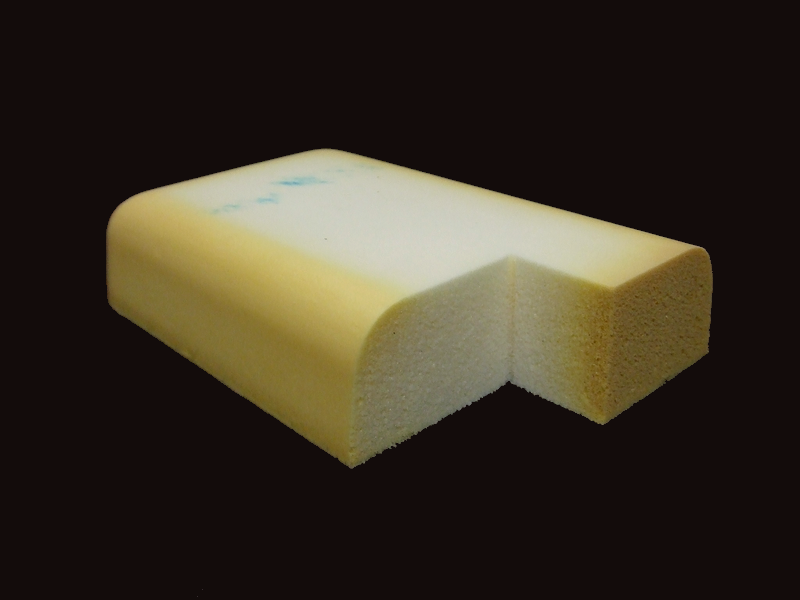
Пінополіуретан - один з продуктів заводу

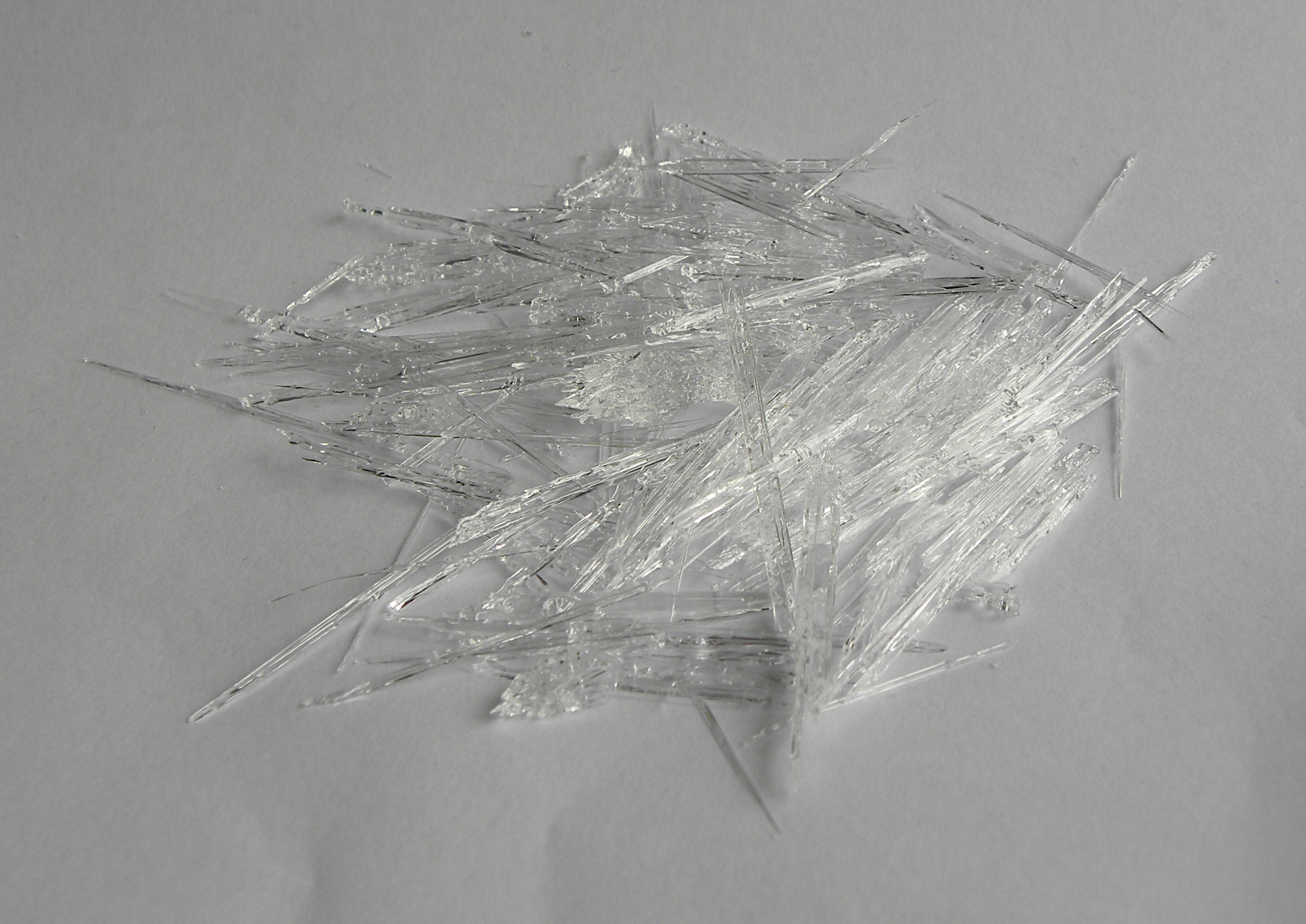
Фенол вироблявся в 1961–1990 роках

Хімічний завод "Zachem" у Бидгощі (пол. Zakłady Chemiczne „Zachem” w Bydgoszczy)  — підприємство промисловості великого хімічного синтезу, що існувало в 1948–2014 роках у Бидгощі. Виробник вибухових речовин (до 1992 року), барвників, пінополіуретанів та низки проміжних продуктів органічної хімії. Вони належали до стратегічних заводів промисловості великого хімічного синтезу. 

## Історія
Підприємство розташовувалося на місці колишнього заводу DAG Fabrik Bromberg (1939–1945), побудованого владою Третього рейху, призначеного для виробництва вибухових речовин і розробки боєприпасів для вермахту. Фабрика складалася з кількох сотень будівель, включаючи великі вибухонепроникні бетонні бункери. У 1945 році на вимогу Трофейної комісії Червоної Армії радянські воїни вивезли все технічне обладнання до СРСР. Всього було перевезено близько 1800 навантажених залізничних вагонів. Це приклад однієї з найбільших демонтажних робіт, проведених Радянським Союзом у Польщі. Залишилися лише порожні виробничі та соціальні будівлі, технологічні лінії та сотні кілометрів внутрішніх доріг, залізничних роз’їздів та підземних та повітряних мереж. Влітку 1945 року, після відходу Червоної Армії, на території заводу розмістилися частини Корпусу внутрішньої безпеки. У липні 1945 року завод перейшов до Центрального управління хімічної промисловості, а згодом і до Центрального управління оборонного виробництва у Варшаві. Східну частину (від залізничної колії) зайняв Державний пороховий завод у Ленґново, у 1951 р. його перейменували в Хімічний завод № 9. Західна частина отримала назву Хімкомбінат № 11, але виробництво там не велося, і в 1956 році вона була передана під управління Хімкомбінату № 9. За планами тодішньої польської центральної влади фабрика мала бути повністю ліквідована.
У середині 1947 року рішення про демонтаж хімічного заводу No 9 було призупинено. Бригаді з 465 робітників було поставлено завдання розпочати виробництво вибухових речовин для гірничодобувної промисловості, яка мала стати віссю народного господарства. Урядовий уповноважений заводу Євгеніуша Смолінського, який перебував на посаді з 1945 р., був заарештований у серпні 1947 р. і звинувачений у мимовільній зміні рішення НКР не відбудовувати фабрику. У 1949 р. засуджений до страти й розстріляний.
30 грудня 2013 року правління товариства звернулося до суду з позовом про банкрутство у зв’язку з втратою фінансової ліквідності.
14 березня 2014 року суд оголосив ліквідаційне банкрутство компанії «Infrastruktura Kapuściska Spółka Akcyjna» (правонаступник колишньої Zachem). Вартість майна, залишеного підприємством - складські приміщення, зали, установка ЕПІ, яка так і не введена в експлуатацію, дорожня інфраструктура (120 км доріг площею 30 га) та мережева інфраструктура (включаючи погане обслуговування водопровідної мережі від 1941–1943 та 1970–75) - одержувач оцінив його в 133 мільйони злотих. Все майно компанії було запропоновано за 108 мільйонів злотих, однак через те, що до 8 липня 2014 року не було подано жодної пропозиції про купівлю, розпочато продаж майна Zachem частинами. 21 грудня 2015 року місто Бидгощ купило у збанкрутілої компанії 9 км вулиць площею 19 га., що дозволило працювати на території колишнього заводу громадського транспорту. У рамках забудови приміщень компанії-банкрута було знесено ряд невикористовуваних об’єктів та установок, наприклад, влітку 2021 року, абсорбційні колонки для утилізації азотної кислоти, розташовані в лісі біля нинішньої вул. Гехлінського, на південь від будівлі Борути-Захема.

## Продукція
Профіль виробництва в хімічного заводу з роками змінювався. У 1948–1952 роках в основному вироблялися вибухові речовини для армії та гірництва: тротил, пентрит, тетрил і гексоген, а з 1955 року також вироби цивільного призначення: вироби з переробленого ПВХ, барвники, пігменти, фенол. У 1971 році було розпочато виробництво гнучкого формованого пінополіуретану (для автомобільної промисловості) і блокової піни (для меблевої промисловості), а з 1974 року — продуктів електролізу розсолу, фосгену, DNT, толуолдіаміну (TDA) і толуолдіізоціаната (TDI). У 1981 році почалося виробництво епіхлоргідрину (EPI). У 1992–2009 роках установки для виробництва пінопластів TDI (запатентована технологія) та PUR були розширені декілька разів.